# Giovanni Goria
Giovanni Giuseppe Goria (Asti, Pijemont, 30. srpnja 1943. — Asti, 21. svibnja 1994.)  bio je talijanski političar, član stranke Kršćanska Demokracija.
Od srpnja 1987. do ožujka 1988. obnašao je dužnost premijera Italije. Dao je ostavku na mjesto premijera 11. ožujka 1988., pošto je parlament odbio glasati za predloženi državni proračun. Još prije je dva puta davao ostavku, kada se petostranačka koalicija raspala; ali oba puta je predsjednik Francesco Cossiga odbio primiti ostavku.
Kasnije je bio ministar poljoprivrede u Andreottievoj vladi i ministar financija u vladi Giuliana Amata, kada je njegova stranka bila optužena za korupciju. Umro je u svom rodnom mjestu Asti, čekajući da njegov slučaj bude okončan.

## Vanjske poveznice
- Životopis Giovannia Gorie na stranicama Europskog parlamenta